# Аквариум със златни рибки
„Аквариум със златни рибки“ (на френски: Bocal aux poissons rouges) е френски късометражен документален ням филм от 1895 година, заснет от режисьора Луи Люмиер.

## Сюжет
Стационарно разположената камера снима в продължение на 50 секунди кълбообразен аквариум, в който плуват златни рибки.